# Balanophyllia regalis
Balanophyllia regalis är en korallart som först beskrevs av Alcock 1893.  Balanophyllia regalis ingår i släktet Balanophyllia och familjen Dendrophylliidae.
Artens utbredningsområde är Indiska oceanen. Inga underarter finns listade i Catalogue of Life.